# Condado de Min
Min (en chino:岷县,pinyin:Mín xiàn) es un condado bajo la administración directa de la ciudad-prefectura de Dingxi en la provincia de Gansu,al centro República Popular China. Se ubica en una zona de valle en la meseta Tibetana a 2300 metros sobre el nivel del mar, es bañada por el río Tao, un tributario del Río Amarillo. Su área total es de 3578 km²  y su población es de 484 000 (2010).

## Administración
Desde 2013 el condado de Min se dividen en 18 villas: